# 馬爾科·切基納托
馬爾科·切基納托（Marco Cecchinato，1992年9月30日—）是一位義大利職業網球男運動員。
2018年6月5日，切基納托在2018法網八強爆冷擊敗前冠軍諾瓦克·喬科維奇，取得職業網球生涯當中最具代表性的一場勝利。
他被義大利網協查到在2015年摩洛哥挑戰賽打假球，被判18個月球監，當時他世界排名143，是因為假球案被禁賽的最高排名選手。

## 外部連結
- 馬爾科·切基納托（英文/西班牙文）的官方資料
- 馬爾科·切基納托的國際網球總會 職業／青少年 官方資料（英文）